# Le Temps (chanson)
Pour l’article homonyme, voir Le Temps.
Singles de Tayc
Parle-moi
(2021) Dis moi comment.
(2021)
Clip vidéo
[vidéo] « Le Temps », sur YouTube
Le Temps est un single de Tayc sorti le 26 février 2021 sur label H24 Music. Il est extrait de son premier album Fleur froide a été certifié disque de diamant avec 50 000 000 streaming en 2021 et clip a eu plus 130 million de vues sur YouTube à cette même date.

## Clip musical
Le clip de la chanson est sortie le 2 mars 2021 sur YouTube. Le clip compte à ce jour plus de 130 millions de vues.

## Classements et certification

### Classements hebdomadaires
| Classement (2021)                       | Meilleure position |
| --------------------------------------- | ------------------ |
| France (SNEP)                           | 1                  |
| Belgique (Wallonie Ultratop 50 Singles) | 7                  |
| Belgique (Flandre Ultratip 100)         | 38                 |
| Suisse (Schweizer Hitparade)            | 10                 |

### Classements de fin d'année
| Classement (2021)                       | Position |
| --------------------------------------- | -------- |
| France (SNEP)                           | 7        |
| Belgique (Wallonie Ultratop 50 Singles) | 54       |

### Certification
| Région                                                                                                 | Certification | Ventes/Streams |
| --- | ------------- | -------------- |
| France (SNEP)                                                                                          | Diamant       | 50 000 000*    |
| Belgique (BEA)                                                                                         | Or            | 10 000*        |
| *Ventes selon la certification ^Mise en rayon selon la certification xNon précisé par la certification |               |                |

## Historique de sortie
| Pays  | Date            | Format                    | Label                | Réf.   |
| ----- | --------------- | ------------------------- | -------------------- | ------ |
| Monde | 26 février 2021 | Téléchargement, streaming | H24 Music, Universal | [ 12 ] |